# Basselinia favieri
Espèce
Statut de conservation UICN

 EN  : En danger
Basselinia favieri est une espèce de palmiers (Arecaceae) endémique de Nouvelle-Calédonie. 